# 盡責查證
盡責查證（due diligence、盡職調查）是在簽署合同或是其他交易之前，依特定謹慎標準，對合同或交易相關人或是公司的調查。
盡職調查可能是依法律要求必須進行的，不過多半是指自願性的調查。在許多產業中常見的盡職調查是在潛在買家要併購其他公司時會先評估目標公司及其資產。盡職調查背後的理論是在進行決策前，這類的調查可以讓決策者可以有更多系統化的相關資訊，對於其成本、利益及風險有更多的資訊，以便進行知情的決策。

## 延伸閱讀
- Александра Рид Лажу, Стэнли Фостер Рид. . М.: «Альпина Паблишер»（俄语：Альпина Паблишер）. 2011 [The Art Of M&A: A Merger/Acquisition/Buyout Guide]. ISBN 978-5-9614-1495-0 （俄语）.（俄文）

## 外部連結
- Types of Due Diligence （页面存档备份，存于）
- What is Due Diligence? （页面存档备份，存于）